# تيبني
تيبني ((بالعبرية: תִּבְנִי) Ṯiḇnî) هو مدعي لعرش مملكة إسرائيل القديمة وابن غيناث. كان منافسًا لعمري في عهده. أرخ ويليام أولبرايت عهده من 876 إلى 871 قبل الميلاد، في حين أرخ إدوين ثيلي عهده من 885 إلى 880 قبل الميلاد.

## في الكتاب المقدس
بعد أن أنهى زمري حياته بعد حكم دام سبعة أيام، انقسم شعب إسرائيل إلى فصيلين، أحدهما يقف مع عمري، والآخر مع تبني. وقاتلوا بعضهم البعض لعدة سنوات حتى سادت قوات عمري ومات تبني. ويبدو أن تبني كان حاكمًا لأكثر من نصف مملكة إسرائيل لمدة أربع سنوات.